# Chérac
Chérac est une commune française située dans le département de la Charente-Maritime, en région Nouvelle-Aquitaine.

## Géographie

### Localisation

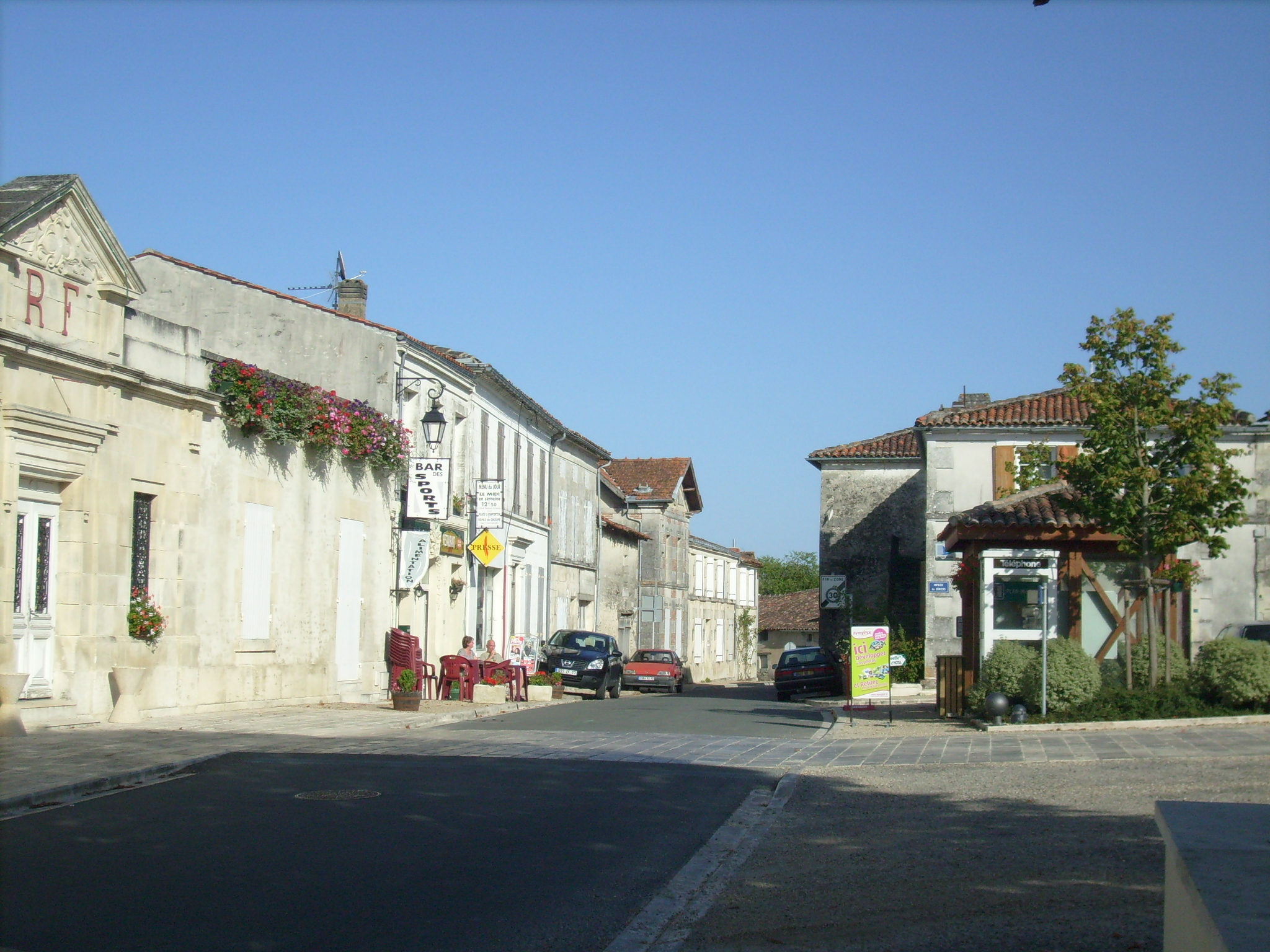
Ambiance du bourg.

La commune de Chérac se situe dans le centre-est du département de la Charente-Maritime, en région Nouvelle-Aquitaine, dans l'ancienne province de Saintonge. Elle appartient au Midi de la France — on parle plus précisément de « Midi atlantique », au cœur de l'arc atlantique,
Limitée au sud par la Charente, Chérac l'est au nord par la via Agrippa ou chemin des Romains. Celui-ci est en partie conservé et en partie recouvert par un chemin rural.
Chérac est une des étapes de sentiers de grande randonnée, le GR 360 et le GR 4.
Chérac est située en Borderies, cru classé du vignoble d'appellation Cognac et les vignes se répartissent sur les coteaux calcaires. Elle fait partie de la aire d'attraction de Cognac, ainsi que de la zone d'emploi et du bassin de vie de cette ville.

### Communes limitrophes
Les communes limitrophes sont  Brives-sur-Charente, Dompierre-sur-Charente, Louzac-Saint-André, Montils, Rouffiac, Saint-Césaire, Saint-Laurent-de-Cognac, Saint-Sauvant, Salignac-sur-Charente et Val-de-Cognac.
| Saint-Césaire, Saint-Sauvant | Val-de-Cognac (Charente) | Louzac-Saint-André (Charente)      |
| Dompierre-sur-Charente       | Chérac                   | Saint-Laurent-de-Cognac (Charente) |
| Rouffiac, Montils            | Brives-sur-Charente      | Salignac-sur-Charente              |

Salignac, Brives, Montils et Rouffiac sont situées au sud, sur la rive gauche de la Charente de l'autre côté du fleuve. Dompierre et Saint-Sauvant sont situées à l'ouest. Au nord, Saint-Césaire et Val-de-Cognac sont séparées de Chérac par la ligne droite du chemin des Romains, puis Louzac-Saint-André par le Ri-Bellot, un affluent de l'Antenne. Louzac-Saint-André et Saint-Laurent-de-Cognac forment à l'est la limite entre les départements de Charente et Charente-Maritime.

### Géologie et relief
La superficie de la commune est de 29,88 km2 ; son altitude varie de 2  à   95 mètres.
Chérac est située sur un plateau de calcaire fin qui date du Tithonien (anciennement nommé étage Portlandien). Elle est dans le bassin versant du fleuve Charente, sur sa rive droite qui descend en pente douce du nord-ouest vers le sud-est.

### Hydrographie

Carte hydrographique et des infrastructures de transport de la commune.

Chérac est située en bordure de la Charente, sur sa rive droite.

### Paysages
La commune est très boisée, avec 712 ha de bois répartis en plusieurs massifs au nord de la N 141.

### Milieux naturels et biodiversité
La berge de la Charente et sa vallée font partie de deux zones Natura 2000, la Moyenne vallée de la Charente et Seugne et Coran l'une pour 46 espèces d'oiseaux, canards chipeau, colvert, pillet, souchet (Anas strepera, Anas platyrhynchos, Anas acuta, Anas clypeata) des limicoles, bécassines des marais (Gallinago gallinago (, Chevalier guignette (Actitis hypoleucos) et autres.
L'autre zone Natura 2000 est pour des mammifères, la loutre (Lutra lutra), le vison d'Europe (Mustela lutreola)et de nombreuses chauves-souris (grand murin (Myotis myotis), grand rhinolophe (Rhinolophus ferrumequinum), minioptère de Schreibers (Miniopterus schreibersi), petit rhinolophe (Rhinolophus hipposideros) et vespertilion à oreilles échancrées (Myotis emarginatus) mais aussi les poissons, alose feinte (Alosa fallax), grande alose (Alosa alosa), lamproie de Planer (Lampetra planeri), lamproie de rivière (Lampetra fluviatilis), lamproie marine (Petromyzon marinus) et saumon atlantique (Salmo salar), ainsi que la cistude d'Europe (Emys orbicularis) et de nombreux invertébrés.

## Urbanisme

### Typologie
Au 1er janvier 2024, Chérac est catégorisée commune rurale à habitat dispersé, selon la nouvelle grille communale de densité à 7 niveaux définie par l'Insee en 2022.
Elle est située hors unité urbaine. Par ailleurs la commune fait partie de l'aire d'attraction de Cognac, dont elle est une commune de la couronne,. Cette aire, qui regroupe 44 communes, est catégorisée dans les aires de 50 000 à moins de 200 000 habitants,.

### Occupation des sols

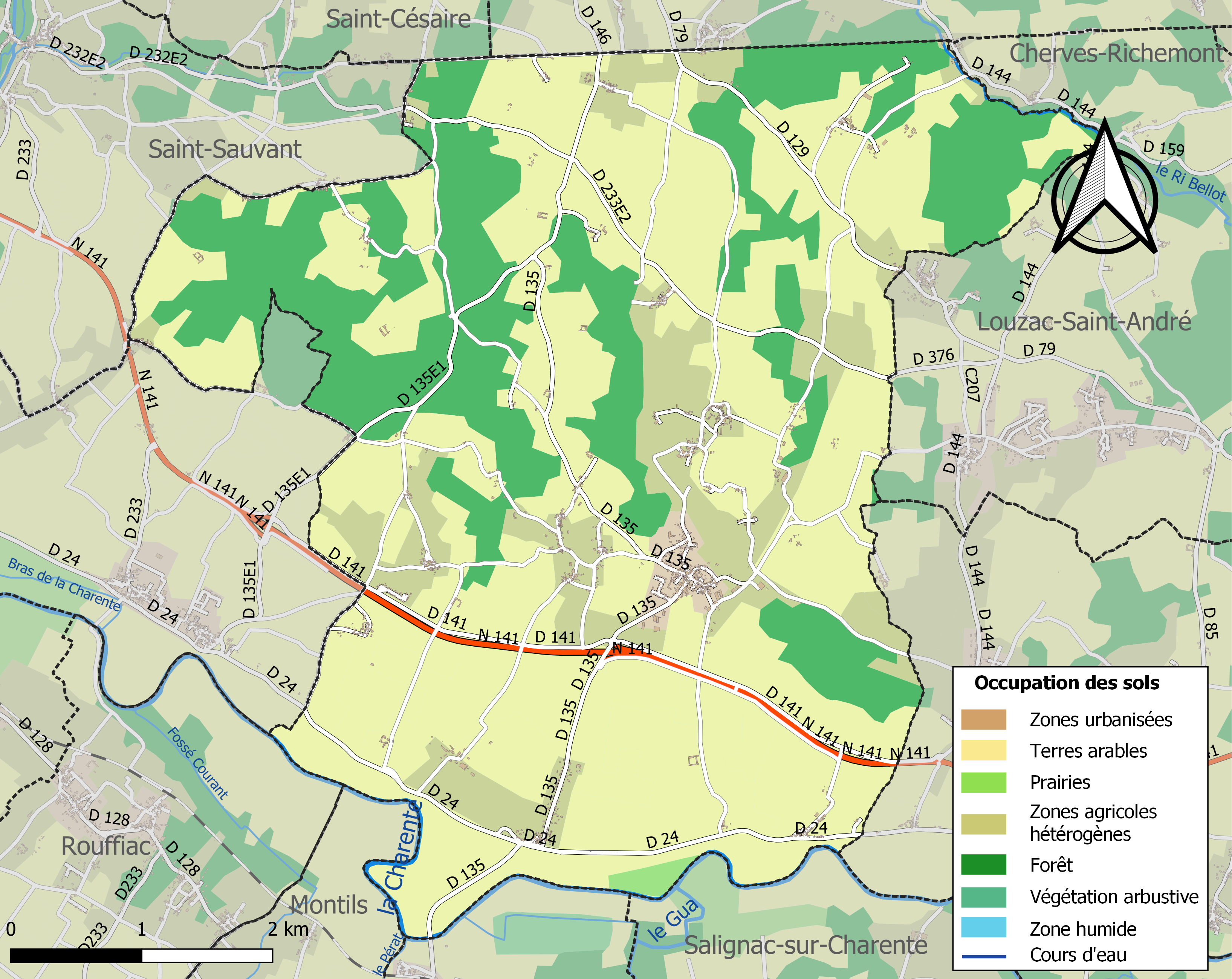
Carte des infrastructures et de l'occupation des sols de la commune en 2018 (CLC).

L'occupation des sols de la commune, telle qu'elle ressort de la base de données européenne d’occupation biophysique des sols Corine Land Cover (CLC), est marquée par l'importance des territoires agricoles (73,7 % en 2018), en diminution par rapport à 1990 (74,6 %). La répartition détaillée en 2018 est la suivante : 
cultures permanentes (46 %), forêts (25,2 %), terres arables (14,1 %), zones agricoles hétérogènes (13,2 %), zones urbanisées (1,1 %), prairies (0,4 %). L'évolution de l’occupation des sols de la commune et de ses infrastructures peut être observée sur les différentes représentations cartographiques du territoire : la carte de Cassini (XVIIIe siècle), la carte d'état-major (1820-1866) et les cartes ou photos aériennes de l'IGN pour la période actuelle (1950 à aujourd'hui).

### Lieux-dits, hameaux et écarts
Chez Landart, Le Treuil, les Justices, Montlambert, le Grand Maine Garnier, la Garellerie, le Pérou, Mongaugé, Le Boulas, Chez Gatineau, la Brunette, chez Taillasson.

### Habitat et logement
En 2020, le nombre total de logements dans la commune était de 576, alors qu'il était de 585 en 2015 et de 545 en 2010.
Parmi ces logements, 87,9 % étaient des résidences principales, 5,3 % des résidences secondaires et 6,9 % des logements vacants. Ces logements étaient pour 95,4 % d'entre eux des maisons individuelles et pour 3,9 % des appartements.
Le tableau ci-dessous présente la typologie des logements à Chérac en 2020 en comparaison avec celle de la Charente-Maritime et de la France entière. Une caractéristique marquante du parc de logements est ainsi la faible proportion des résidences secondaires et logements occasionnels (5,3 %) par rapport au département (22,3 %) et à la France entière (9,7 %).
| Typologie                                               | Chérac | Charente-Maritime | France entière |
| ------------------------------------------------------- | ------ | ----------------- | -------------- |
| Résidences principales (en %)                           | 87,9   | 70,8              | 82,1           |
| Résidences secondaires et logements occasionnels (en %) | 5,3    | 22,3              | 9,7            |
| Logements vacants (en %)                                | 6,9    | 7                 | 8,2            |

### Voies de communication et transports

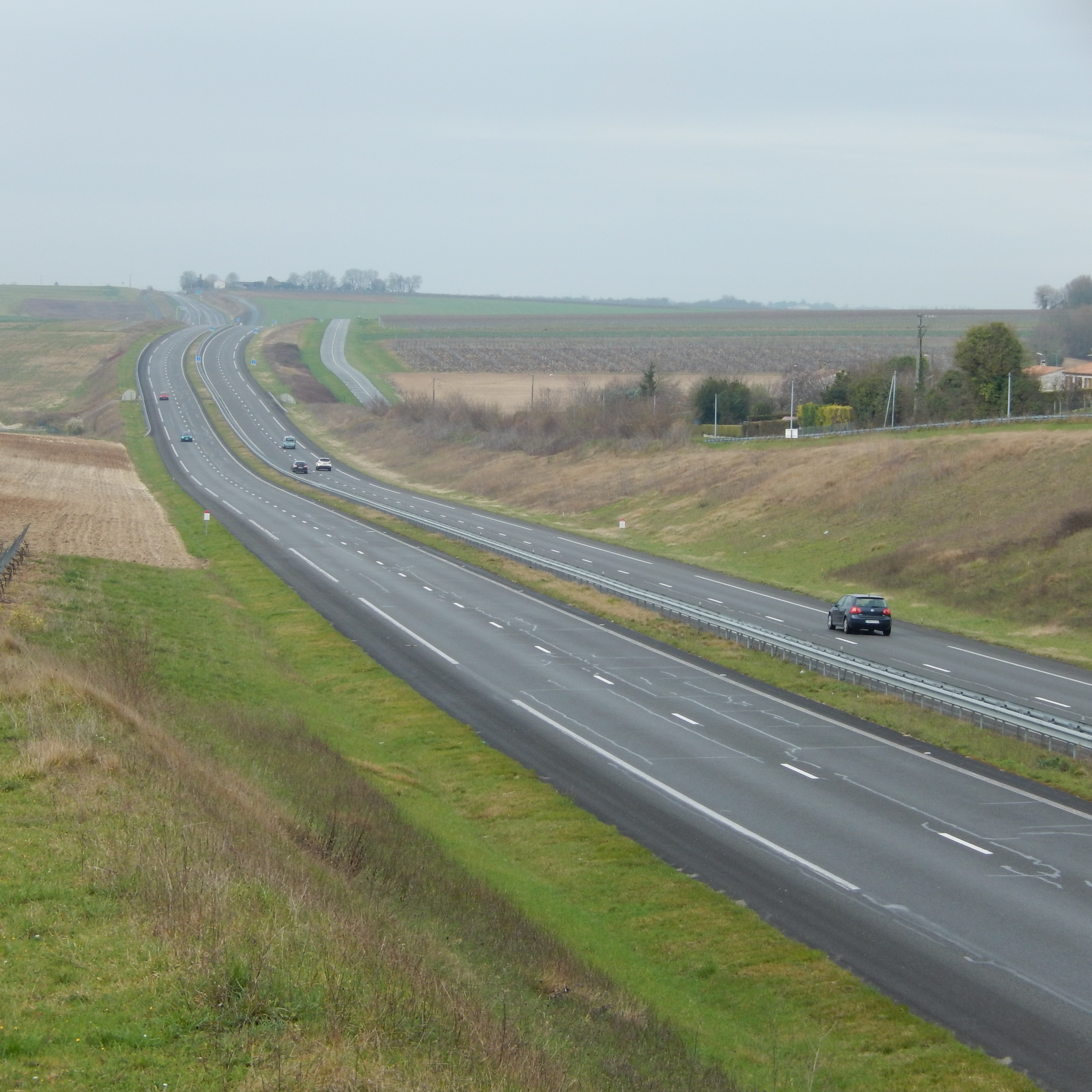
La RN 141 à Chérac.

Elle est traversée par la  N 141 Cognac-Saintes, route Centre-Europe Atlantique, et le bourg se trouve à 11 km de Cognac, 15 km de Pons et 18 km de Saintes.
La D 24 dite route basse de Saintes, qui lui est parallèle plus au sud et longe la Charente, se trouve dans la zone inondable du fleuve appelée localement prée. Cette partie de la vallée, où le fleuve déborde lors des crues hivernales et où la route basse est coupée, offre un spectacle saisissant lors de ces fréquentes inondations.
Trois départementales relient respectivement Saint-Sauvant à Cognac, Burie à Cognac et  Dompierre-sur-Charente à Saint-Bris-des-Bois ce qui forme un réseau de voies sur la commune.

### Risques naturels et technologiques
Le territoire de la commune de Chérac est vulnérable à différents aléas naturels : météorologiques (tempête, orage, neige, grand froid, canicule ou sécheresse), inondations, mouvements de terrains et séisme (sismicité modérée). Il est également exposé à un risque technologique, le transport de matières dangereuses. Un site publié par le BRGM permet d'évaluer simplement et rapidement les risques d'un bien localisé soit par son adresse soit par le numéro de sa parcelle.

#### Risques naturels
La partie sud, entre la Charente et la N 141 est en grande partie une vallée inondable.
La commune fait partie du territoire à risques importants d'inondation (TRI) Saintes-Cognac-Angoulême, regroupant 46 communes concernées par un risque de débordement du fleuve Charente (34 en Charente et 12 en Charente-Maritime), un des 18 TRI qui ont été arrêtés fin 2012 sur le bassin Adour-Garonne. Les événements antérieurs à 2014 les plus significatifs sont les crues de l'hiver 1779, de 1842, de 1859, du 9 décembre 1882 du 19 février 1904, du 10 janvier 1961, de mars-avril 1962, du 24 décembre 1982 et du 8 janvier 1994. Des cartes des surfaces inondables ont été établies pour trois scénarios : fréquent (crue de temps de retour de 10 ans à 30 ans), moyen (temps de retour de 100 ans à 300 ans) et extrême (temps de retour de l'ordre de 1 000 ans, qui met en défaut tout système de protection). La commune a été reconnue en état de catastrophe naturelle au titre des dommages causés par les inondations et coulées de boue survenues en 1982, 1993, 1999, 2010, 2018 , 2021, et 2023.

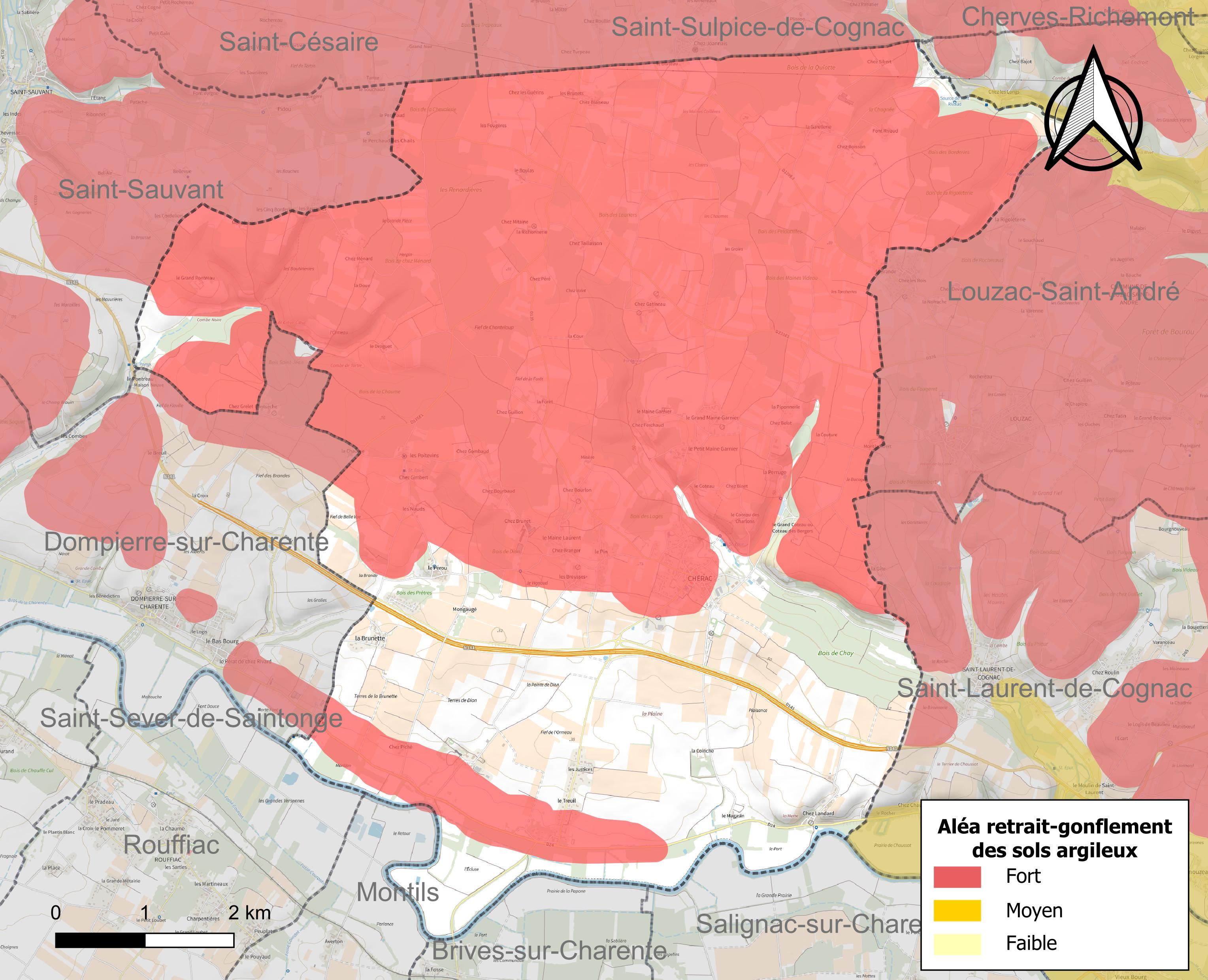
Carte des zones d'aléa retrait-gonflement des sols argileux de Chérac.

Les mouvements de terrains susceptibles de se produire sur la commune sont des tassements différentiels.
Le retrait-gonflement des sols argileux est susceptible d'engendrer des dommages importants aux bâtiments en cas d’alternance de périodes de sécheresse et de pluie. 68,9 % de la superficie communale est en aléa moyen ou fort (54,2 % au niveau départemental et 48,5 % au niveau national). Sur les 594 bâtiments dénombrés sur la commune en 2019, 463 sont en aléa moyen ou fort, soit 78 %, à comparer aux 57 % au niveau départemental et 54 % au niveau national. Une cartographie de l'exposition du territoire national au retrait gonflement des sols argileux est disponible sur le site du BRGM,.
Par ailleurs, afin de mieux appréhender le risque d’affaissement de terrain, l'inventaire national des cavités souterraines permet de localiser celles situées sur la commune.
Concernant les mouvements de terrains, la commune a été reconnue en état de catastrophe naturelle au titre des dommages causés par la sécheresse en 1989, 1992, 2003 et 2005 et par des mouvements de terrain en 1999 et 2010.

#### Risques technologiques
Le risque de transport de matières dangereuses sur la commune est lié à sa traversée par une ou des infrastructures routières ou ferroviaires importantes ou la présence d'une canalisation de transport d'hydrocarbures. Un accident se produisant sur de telles infrastructures est susceptible d’avoir des effets graves sur les biens, les personnes ou l'environnement, selon la nature du matériau transporté. Des dispositions d’urbanisme peuvent être préconisées en conséquence.

## Toponymie
Le toponyme a pour origine le nom de Carrius, propriétaire gallo-romain, auquel a été apposé le suffixe -acum.

## Histoire

### Préhistoire
Toutes les rives de la Charente et de ses affluents sur cette zone sont considérées comme des habitats des Néandertaliens. Saint-Césaire, où a été retrouvée le fossile surnommé « Pierrette », est tout proche.
Une station néolithique au lieu-dit Chez Landart a livré des lames, des grattoirs et des flèches.

### Antiquité
Le toponyme de la rue du Port et du lieu-dit  le Magasin, pourrait correspondre à un port gabarier comme il en a existé le long du fleuve Charente en Gaule, bien avant la présence romaine, et jusqu'au XIXe siècle.

### Moyen Âge
Au-dessus de Chez Landart, une butte ou motte pourrait être l'emplacement d'un castrum construit en 1024 sous Guillaume Taillefert Comte d'Angoulême, la forteresse de Franchebourg.

### Époque contemporaine
C'est dans la commune de Chérac que le premier cas avéré de vigne phylloxérée a été identifié en 1872, ainsi qu'aux portes de  Cognac, dans l'ancienne commune de Crouin. Trois ans plus tard, la vigne de la Saintonge était entièrement ravagée par le phylloxéra.

## Politique et administration

### Rattachements administratifs et électoraux

#### Rattachements administratifs
La commune se trouve  dans l'arrondissement de Saintes du département de la Charente-Maritime.
Elle faisait partie depuis 1801 du canton de Burie. Dans le cadre du redécoupage cantonal de 2014 en France, cette circonscription administrative territoriale a disparu, et le canton n'est plus qu'une circonscription électorale.

#### Rattachements électoraux
Pour les élections départementales, la commune fait partie depuis 2014 du canton de Chaniers.
Pour l'élection des députés, elle fait partie de la troisième circonscription de la Charente-Maritime.

### Intercommunalité
Chérac  était membre de la communauté de communes Vignobles et Vals boisés du Pays Buriaud, un établissement public de coopération intercommunale (EPCI) à fiscalité propre créé fin 1993  et auquel la commune avait transféré un certain nombre de ses compétences, dans les conditions déterminées par le code général des collectivités territoriales.
Conformément aux prescriptions de la loi de réforme des collectivités territoriales du 16 décembre 2010, qui a prévu le renforcement et la simplification des intercommunalités et la constitution de structures intercommunales de grande taille, cette intercommunalité a fusionné avec sa voisine pour former, le 1er janvier 2013, la communauté d'agglomération de Saintes, dont est désormais membre la commune.

### Liste des maires
| Période                                  | Période                        | Identité                    | Étiquette | Qualité                                       |
| ---------------------------------------- | ------------------------------ | --------------------------- | --------- | --------------------------------------------- |
| Les données manquantes sont à compléter. |                                |                             |           |                                               |
| 2001                                     | mars 2014                      | Jacky Marfille              |           |                                               |
| mars 2014                                | avril 2023                     | Jean-Paul Compain           | SE        | Retraité du secteur commercial Démissionnaire |
| mai 2023                                 | En cours (au 30 novembre 2023) | Anne-Sophie Serra-Davisseau |           | Juriste                                       |

## Équipements et services publics

### Enseignement
École primaire située place de la Mairie[Quand ?].

### Santé
Il y a une pharmacie et une maison de retraite privée[Quand ?].
L'hôpital est à Saintes.

## Population et société

### Démographie
Les habitants sont appelés les Chéracais et les Chéracaises.

### Évolution démographique
L'évolution du nombre d'habitants est connue à travers les recensements de la population effectués dans la commune depuis 1793. Pour les communes de moins de 10 000 habitants, une enquête de recensement portant sur toute la population est réalisée tous les cinq ans, les populations de référence des années intermédiaires étant quant à elles estimées par interpolation ou extrapolation. Pour la commune, le premier recensement exhaustif entrant dans le cadre du nouveau dispositif a été réalisé en 2008.

En 2022, la commune comptait 1 135 habitants, en évolution de +3,75 % par rapport à 2016 (Charente-Maritime : +4,04 %, France hors Mayotte : +2,11 %).
| 1793  | 1800  | 1806  | 1821  | 1831  | 1836  | 1841  | 1846  | 1851  |
| ----- | ----- | ----- | ----- | ----- | ----- | ----- | ----- | ----- |
| 1 715 | 1 802 | 1 602 | 1 917 | 1 822 | 1 863 | 1 729 | 1 715 | 1 712 |

| 1856  | 1861  | 1866  | 1872  | 1876  | 1881  | 1886  | 1891  | 1896  |
| ----- | ----- | ----- | ----- | ----- | ----- | ----- | ----- | ----- |
| 1 675 | 1 672 | 1 716 | 1 641 | 1 515 | 1 322 | 1 287 | 1 278 | 1 230 |

| 1901  | 1906  | 1911  | 1921  | 1926  | 1931 | 1936 | 1946 | 1954 |
| ----- | ----- | ----- | ----- | ----- | ---- | ---- | ---- | ---- |
| 1 177 | 1 176 | 1 125 | 1 049 | 1 001 | 974  | 950  | 923  | 915  |

| 1962 | 1968 | 1975 | 1982 | 1990  | 1999  | 2006  | 2008  | 2013  |
| ---- | ---- | ---- | ---- | ----- | ----- | ----- | ----- | ----- |
| 922  | 879  | 813  | 946  | 1 045 | 1 006 | 1 027 | 1 033 | 1 100 |

| 2018  | 2022  | - | - | - | - | - | - | - |
| ----- | ----- | - | - | - | - | - | - | - |
| 1 113 | 1 135 | - | - | - | - | - | - | - |

### Pyramide des âges
En 2018, le taux de personnes d'un âge inférieur à 30 ans s'élève à 29,6 %, soit au-dessus de la moyenne départementale (29 %). À l'inverse, le taux de personnes d'âge supérieur à 60 ans est de 29,8 % la même année, alors qu'il est de 34,9 % au niveau départemental.
En 2018, la commune comptait 538 hommes pour 575 femmes, soit un taux de 51,66 % de femmes, légèrement inférieur au taux départemental (52,15 %).
Les pyramides des âges de la commune et du département s'établissent comme suit.
| Hommes | Classe d’âge | Femmes |
| ------ | ------------ | ------ |
| 1,1    | 90 ou +      | 2,4    |
| 7,1    | 75-89 ans    | 9,7    |
| 19,9   | 60-74 ans    | 19,3   |
| 22,5   | 45-59 ans    | 22,3   |
| 20,3   | 30-44 ans    | 16,3   |
| 11,7   | 15-29 ans    | 12,9   |
| 17,5   | 0-14 ans     | 17,0   |

| Hommes | Classe d’âge | Femmes |
| ------ | ------------ | ------ |
| 1,1    | 90 ou +      | 2,6    |
| 10,1   | 75-89 ans    | 12,6   |
| 22     | 60-74 ans    | 23,2   |
| 20,1   | 45-59 ans    | 19,7   |
| 16,1   | 30-44 ans    | 15,6   |
| 15,2   | 15-29 ans    | 12,7   |
| 15,4   | 0-14 ans     | 13,6   |

### Sports et loisirs
- Tennis
- Foot
- Gymnastique volontaire
- Badminton

## Économie

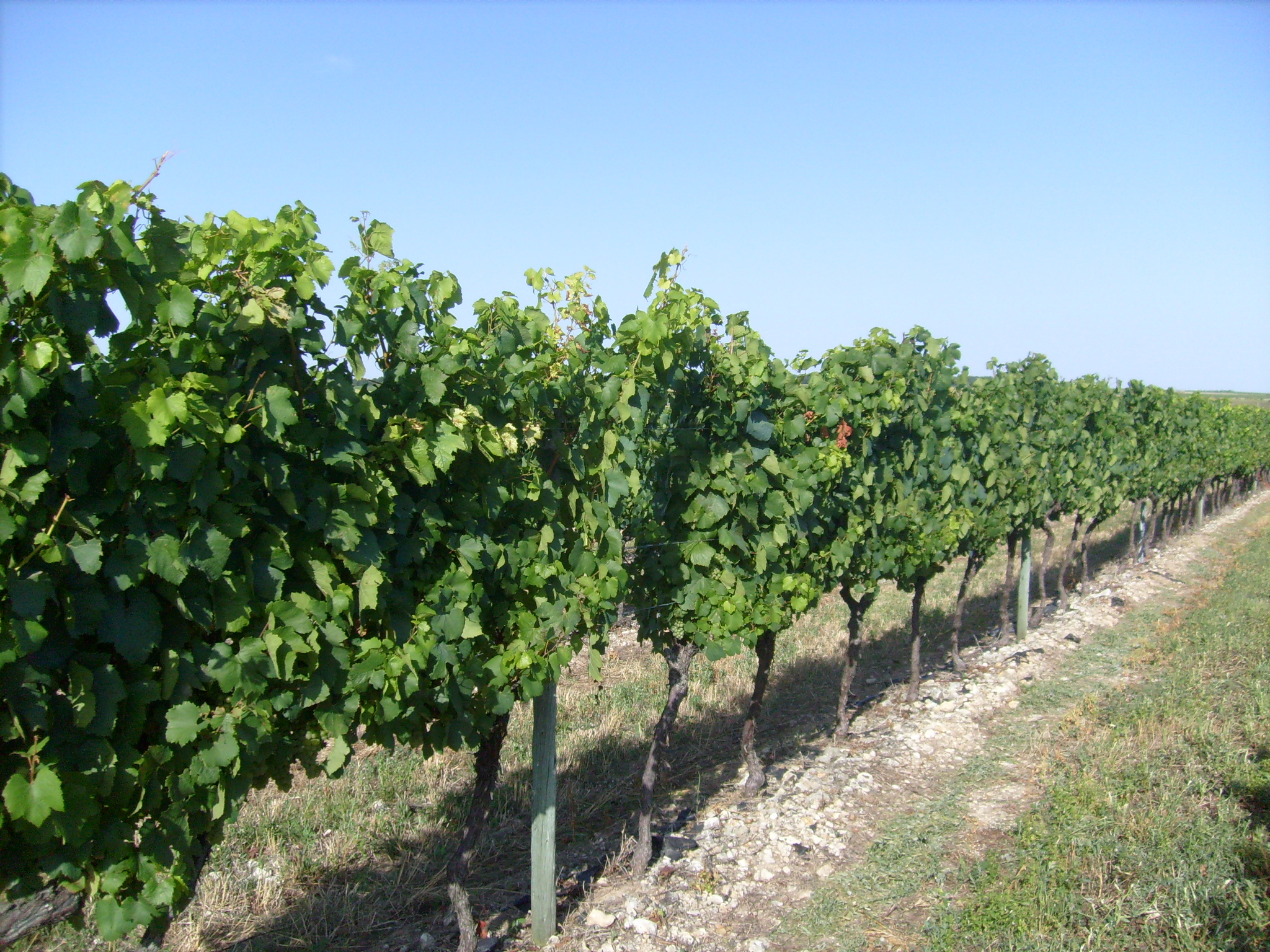
Le vignoble de Cognac à Chérac.

La viticulture demeure encore un secteur majeur de l'économie de la commune. Ses vignes ont le privilège d'être classées en terroir des Borderies dans la zone d'appellation d'origine contrôlée du cognac. De nombreux producteurs pratiquent la vente au détail du cognac, pineau et vin de pays charentais, et même la liqueur de cassis. À leurs côtés, trois distilleries d'eaux-de-vie sont encore en activité dont une emploie plus d'une trentaine de personnes. Un courtier en vins et un transporteur complètent cette économie viticole encore très active.
Divers commerces de proximité ou de première nécessité sont présents dans le bourg de Chérac où se trouvent notamment une boulangerie, une boucherie, un snack-bar-épicerie, un buraliste en tabac ainsi que quelques services (office notarial, pharmacie, salon de coiffure, garages, installateur d'antennes TV, ébénisterie...) qui complètent le secteur tertiaire.
Commune résidentielle située dans l'aire urbaine de Cognac, Chérac accueille également des entreprises du bâtiment (maçonneries, plâtrier-carreleur, plomberie-chauffagiste, peintre, plaquiste, etc.).
Le touriste trouve des chambres d'hôtes dans cinq lieux.

## Culture locale et patrimoine

### Lieux et monuments
- L'église Saint-Gervais et Saint-Protais  Inscrit MH (1925)[30] de la fin du XIIe siècle à nef unique de trois travées avec un transept dont les deux bras ont comporté une absidiole mais dont il ne reste que celle du bras nord. Elle possède deux chapelles latérales, une chapelle de la Vierge et une chapelle Saint-Joseph sous le clocher. Le portail roman est abrité par un auvant ou ballet.
- La mairie, construite en 1905, a été rénovée en 1991.
- Le logis du Chay a contenu une importante cheminée en pierre richement sculptée dont le médaillon central représentait une marquise Ferrary du Chay; vers 1910-1912 elle fut "cédée à l'antiquaire Grenon lors d'une vente de succession et transportée au musée de Liège" (lettre du maire de Chérac du 4/06/1994 - arch.pers.). Cette cheminée est identique à celle, également  "sculptée en calcaire du troisième quart du XVIIe siècle d'après un dessin de Jean Lepautre" du Metropolitan Museum à New-York, qui fut offerte à ce musée  par la Hearst Foundation en 1956 et mise en réserve à cette époque; vers 1987 elle fut "découverte" sur une photographie ancienne par le décorateur Henri Samuel (1904-1996), qui la fit placer dans sa period room dite "Chambre d'apparat Louis -XIV" (galeries Wrighstman).
- Le château de Dion  Inscrit MH (2012)[31].
- Le moulin à vent de Chez Landart dit moulin du père Nattier, restauré, porte d'inscrit la date de 1792.
- La Maison de la Gaieté  Inscrit MH (2015)[32], ancien cabaret aux façades décorées d'un million de fragments de vaisselle par ses propriétaires, Ismaël et Guy Villéger, entre 1937 et 1952, est un exemple d'art populaire ou "art naif" qui faillit être démoli et est destiné à être réaménagé pour devenir un lieu culturel et associatif avec un bar-restaurant, une salle de spectacles[33],[34].

- Ancienne distillerie d'eaux-de-vie de Cognac Cocuaud[35].
- Maisons anciennes.

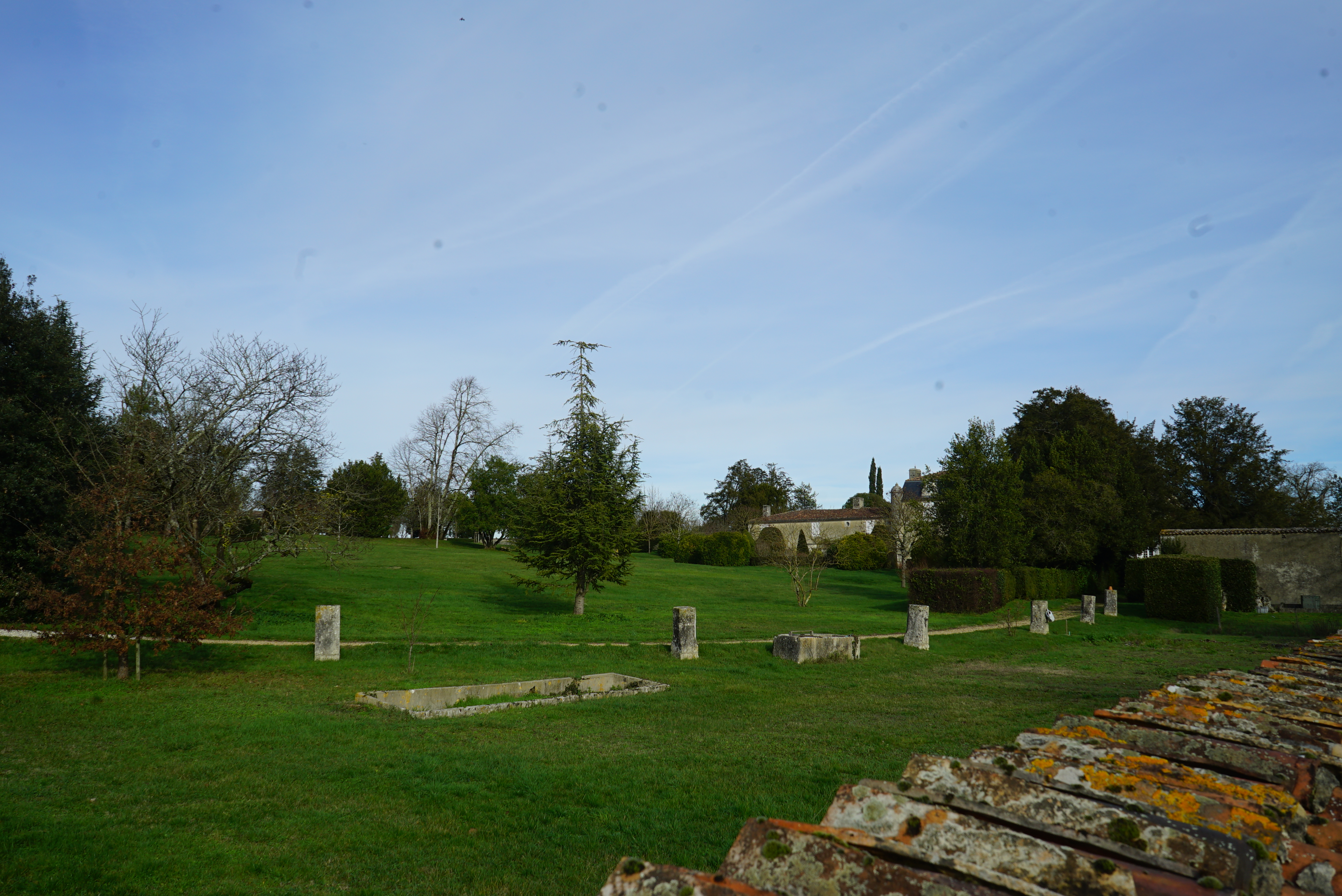
Le château de Dion,
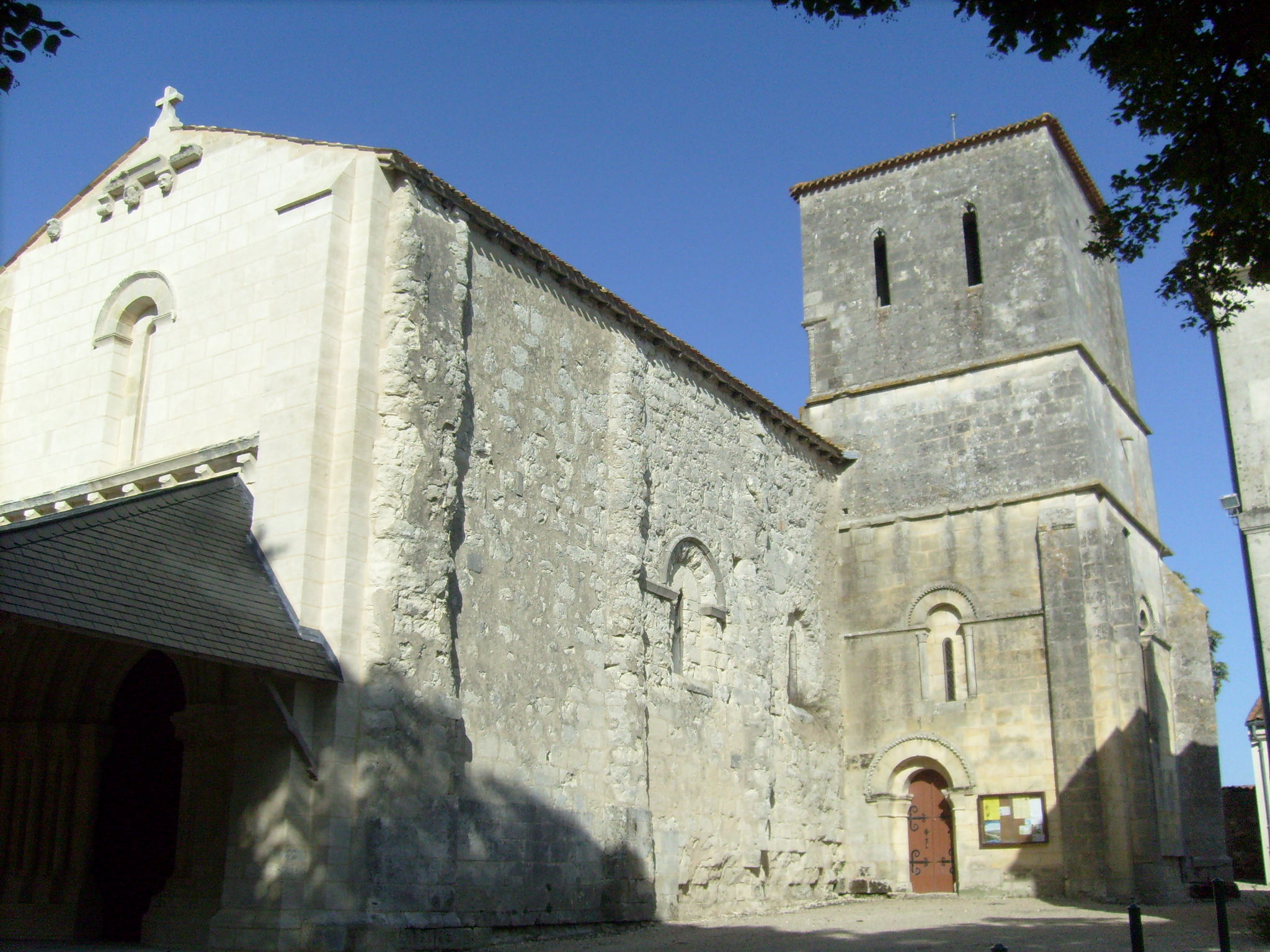
L'église Saint-Gervais et Saint-Protais.
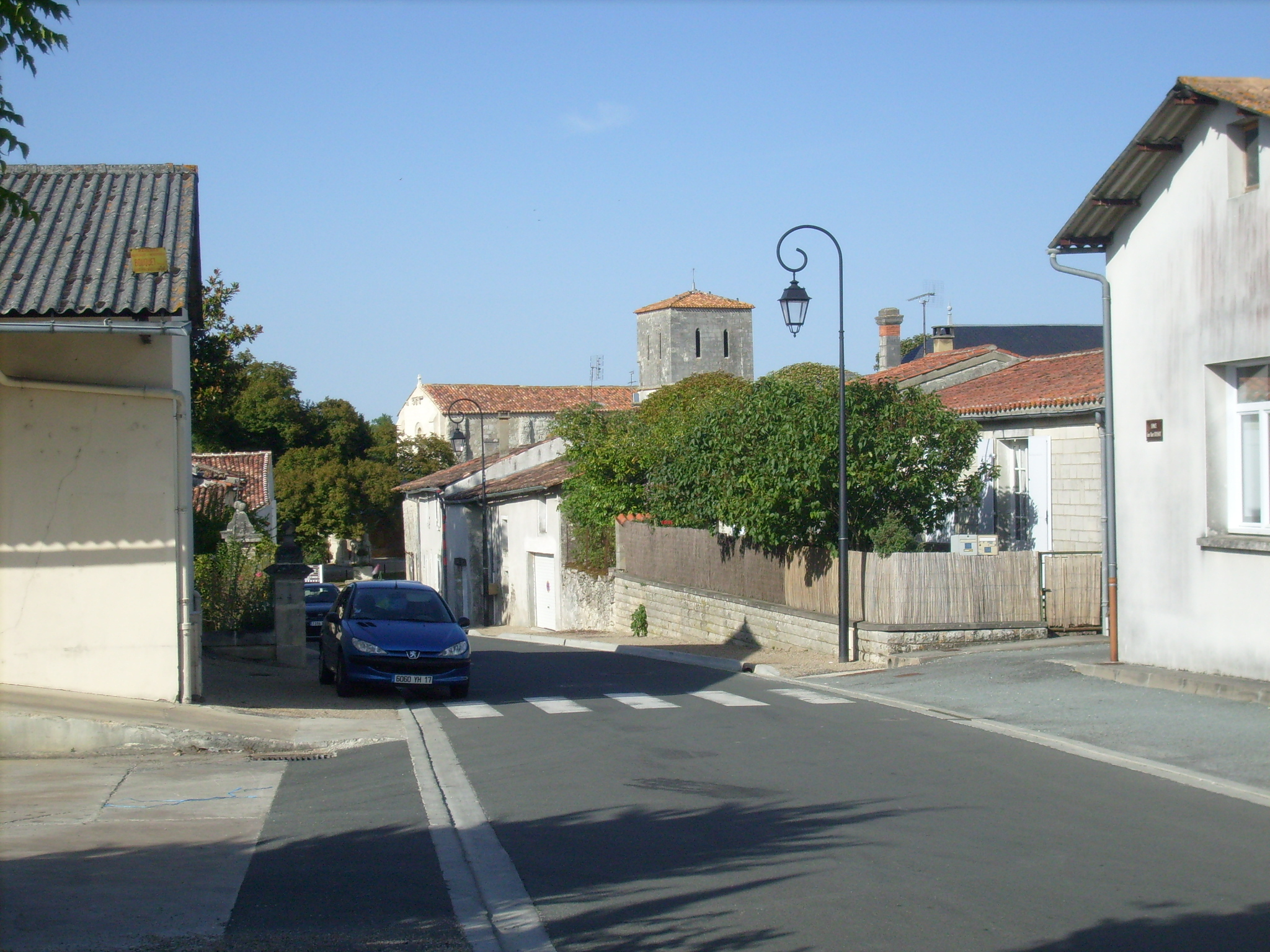
Le centre-bourg.
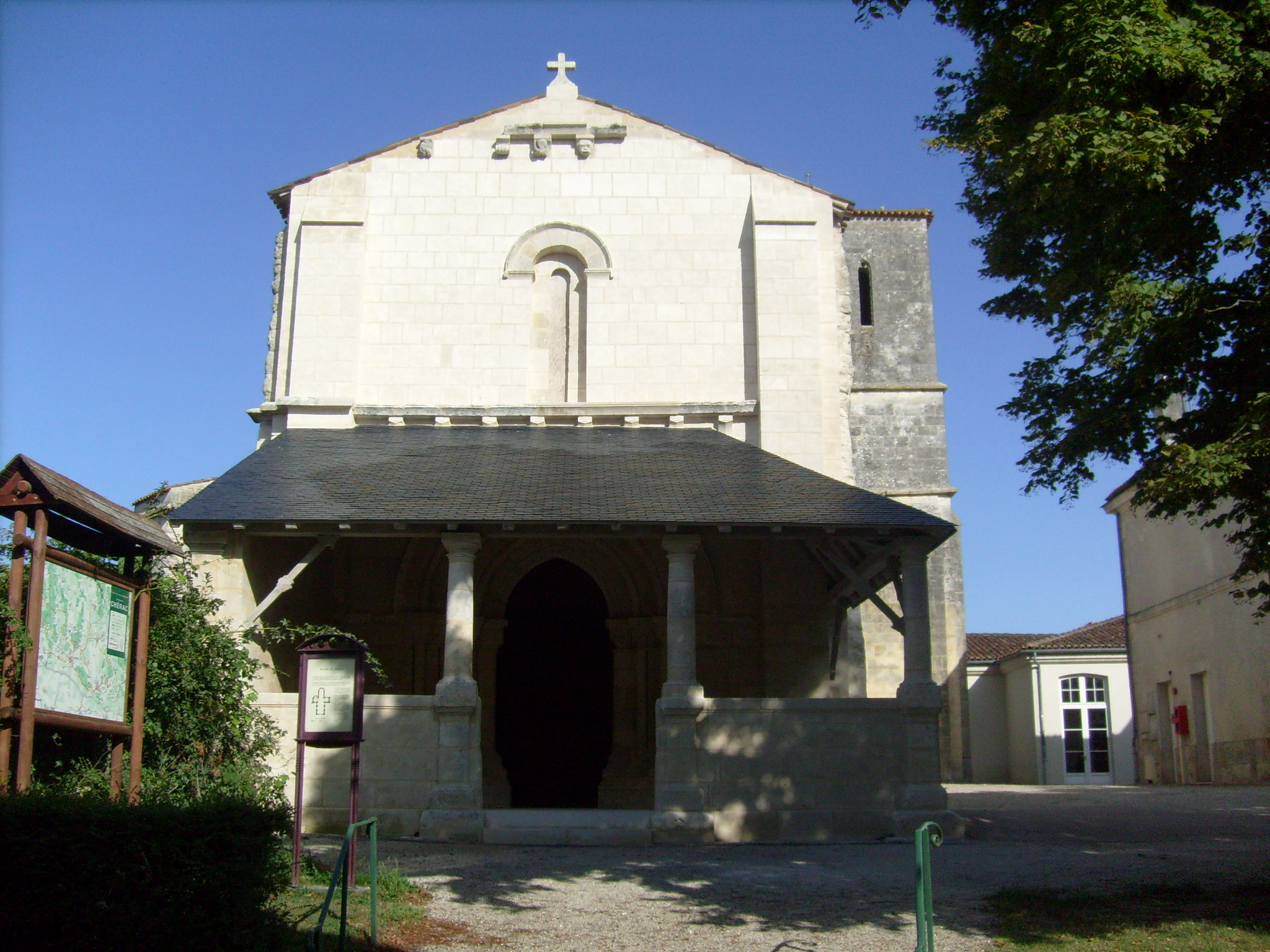
Façade de l'église romane.

### Héraldique
| Blason de Chérac | Blason  | De sinople à la trangle ondée d’argent accompagnée en chef d’une fleur de tilleul accostée de deux grappes de raisin, le tout d’or et en pointe de deux épis courbés d’or, les tiges passées en sautoir, accostés de deux arbres de sable, à l’écusson d’azur à la mitre d’argent accompagnée de trois fleurs de lys d’or brochant en abîme sur la trangle. |
| Blason de Chérac | Détails | Le statut officiel du blason reste à déterminer. |

## Pour approfondir